# Cmentarz żydowski w Staszowie (stary)
Stary cmentarz żydowski w Staszowie – cmentarz z XVIII wieku w Staszowie, położony przy ulicy J. Piłsudskiego, wpisany do rejestru zabytków nieruchomych województwa świętokrzyskiego.
Pierwszy kirkut w Staszowie powstał na początkach XVIII stulecia, na podstawie przywileju wydanego przez Elżbietę Sienawską w 1718 roku, gwarantującego staszowskiej ludności żydowskiej wolność zamieszkania oraz zezwalającego na budowę bóżnicy i założenie kirkutu. Cmentarz był po raz drugi wspomniany w 1772 roku, kiedy to książę August Aleksander Czartoryski potwierdził przywileje dla gminy żydowskiej, głosząc m.in.: „Gdyby z dawna w tymże mieście mieli używanie bożnicy i utrzymanie kirkuta beż żadnej duchowieństwa przeszkody żydzi też sam in futurum mieć mają”. Cmentarz ten był używany przez około sto lat. W 1925 roku gmina żydowska naprawiła mur cmentarny. Z powodu dewastacji, dziś na terenie kirkutu nie zachowały się żadne macewy